# 東印度人
東印度人（East Indiaman）是對17至19世紀歐洲國家的東印度貿易公司所持有之帆船的稱呼。包括奧地利、丹麥、尼德蘭、英國、法國、葡萄牙、瑞典這些國家的帆船。